# Flagellazione (Cimabue)
La Flagellazione  è un dipinto a tempera e oro su tavola (24,7x20 cm) attribuito a Cimabue, databile al 1280-1285 circa e conservato nella Frick Collection di New York.

## Storia
L'opera doveva far parte di un altarolo, un dittico o un trittico con piccole storie della vita e della Passione di Cristo, forse otto in tutto, di cui si conosce finora solo un altro pannello, la Maestà con due angeli nella National Gallery di Londra. Un terzo pannello (Cristo deriso) è stato associato a questo complesso, dopo essere stato rinvenuto in una collezione privata in Francia nel 2019.
Il dipinto newyorchese entrò nella collezione Frick nel 1950, proveniente dalla raccolta Knoedler di Parigi. Varie furono le vicende attributive. Meiss (1951) l'attribuì a Duccio di Buoninsegna, mentre contemporaneamente Roberto Longhi (1951) la riferiva a Cimabue, ipotesi poi accettata da Volpe (1954) e Bologna (1960). Brandi (1951) e Valvalà (1953) parlarono della bottega di Cimabue. L'attribuzione a Duccio ebbe un certo riscontro negli anni cinquanta, seguita da Chastel (1953), Carli (1953) e dubitativamente da Pope-Hennessy (1952). Di ambiente fiorentino influenzato da Duccio scrissero Shapiro (1956), Battisti (1963) e Baccheschi (1960).
Queste oscillazioni si rifletterono anche nell'attribuzione dei curatori del museo, che comunque oggi la indicano come opera di Cimabue; tale attribuzione si è infatti rafforzata in anni recenti, dopo la scoperta della Maestà di Londra, esposta dal 2000.

## Descrizione e stile
Due alti edifici ai lati e uno basso alla base fanno da quinta alla flagellazione di Cristo. Al centro l'alta colonna attraversa tutto il dipinto nell'esatta metà. Vi è legato il Cristo, alto e slanciato, che sopporta con amara pazienza i colpi dei due aguzzini ai suoi lati. Se il Cristo ha accenti cimabueschi, con una certa gravitas e un velo trasparente come nel Crocifisso di Santa Croce, gli aguzzini dalle vesti in colori accesi ricordano opere più senesi, mentre gli edifici sullo sfondo, irreali nelle loro dimensioni, ricordano le opere della scuola romana, secondo stilemi già assimilati peraltro dalla bottega di Cimabue nelle Storie degli apostoli della basilica superiore di Assisi.

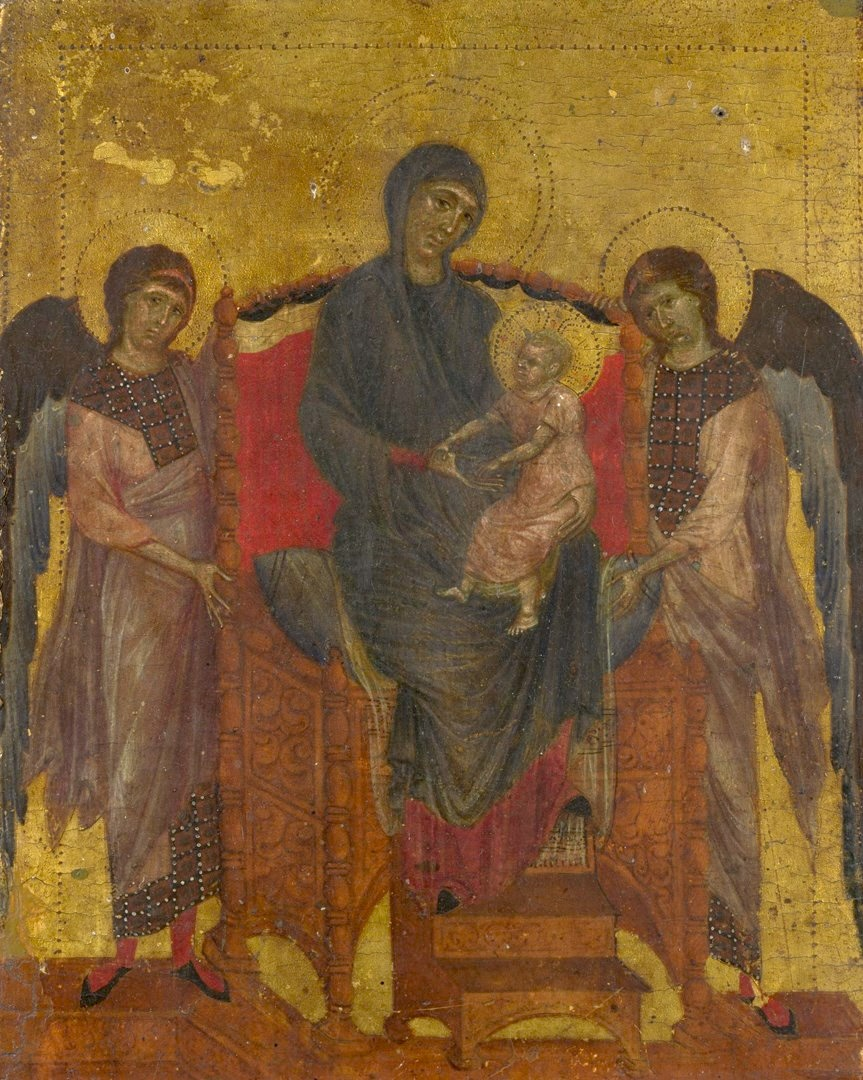
Maestà con due angeli